# Schneeberg (Szászország)
Schneeberg település Németországban, azon belül Szászország tartományban. Lakosainak száma 14 028 fő (2023. december 31.). Schneeberg Langenweißbach, Zschorlau és Aue-Bad Schlema községekkel határos.

## Népesség
A település népességének változása:
| Lakosok száma | 13 848 | 13 894 | 13 685 | 13 994 | 14 028 |
|               | 2017   | 2019   | 2021   | 2022   | 2023   |